# غراهام مكتافيش
غراهام مكتافيش (بالإنجليزية: Graham McTavish)‏ مواليد 4 يناير 1961 في غلاسكو، اسكتلندا، المملكة المتحدة، هو ممثل اسكتلندي بدأ مسيرته الفنية عام 1986. هو أيضا ممثل صوت. حالياً يجسد دور دوغال ماكنزي في مسلسل الدراما والمغامرات والفنتازيا دخيلة.

## الأعمال

### أفلام
- الملك آرثر
- رامبو 4
- الهوبيت: رحلة غير متوقعة
- الهوبيت: قفرة سموغ
- الهوبيت: معركة الجيوش الخمسة
- دخيلة (مسلسل)
- الرجل المائي

## روابط خارجية
- غراهام مكتافيش على موقع IMDb (الإنجليزية)
- غراهام مكتافيش على موقع ألو سيني (الفرنسية)
- غراهام مكتافيش على موقع أول موفي (الإنجليزية)
- غراهام مكتافيش على موقع قاعدة بيانات الأفلام السويدية (السويدية)
- غراهام مكتافيش على موقع ديسكوغز (الإنجليزية)
- غراهام مكتافيش على موقع قاعدة بيانات الفيلم (الإنجليزية)
- غراهام مكتافيش على موقع كينوبويسك (الروسية)